# Аруба на летних Олимпийских играх 2004
Аруба принимала участие на летних Олимпийских играх 2004 года, прошедших в Афинах (Греция) с 13 по 29 августа 2004 года. Аруба участвовала в Играх в пятый раз в своей истории, будучи представлена на всех летних Олимпиадах с 1988 года. Эта колония была представлена на Играх 2004 года четырьмя спортсменами (тремя мужчинами и одна женщиной), участвовавших в соревнованиях по трём видам спорта: легкоатлетом Пьером де Виндтом, пловцами Дэви Биссликом и Рошендрой Вролийк и тяжелоатлетом Иснардо Фаро. Никому из легкоатлетов и пловцов не удалось преодолеть первый раунд соревнований, и на Играх в Афинах представители Арубы не завоевали ни одной медали. Рошендра Вролийк была знаменосцем на обеих церемониях.

## Краткое описание
Аруба — маленькая островная колония, принадлежащая Королевству Нидерланды. Начиная с летних Игр 1952 года, прошедших в Хельсинки, Аруба была представлена на Олимпийских играх под флагом Нидерландских Антильских островов, но в 1986 году колония вышла из этого союза и через два года впервые приняла самостоятельное участие на Играх, прошедших в 1988 году в южнокорейском Сеуле. С тех пор и до 2004 года Аруба участвовала на всех летних Олимпийских играх. Самая большая делегация Арубы была на Играх 1988 года, и состояла она из восьми человек. Эта делегация также включала в себя больше всего женщин и представляла Арубу в наибольшем количестве видов спорта.
На Играх в Афинах Аруба была представлена четырьмя спортсменами (тремя мужчинами и одной женщиной), участвовавших в соревнованиях в четырех дисциплинах трех видов спорта. Пловчиха Рошендра Вролийк была знаменосцем Арубы на обеих церемониях.

## Лёгкая атлетика
Пьер "Пеппи" де Виндт был единственным представителем Арубы на олимпийских соревнованиях по лёгкой атлетике в 2004 году. 21-летний уроженец пригорода столицы Арубы Ораньестада Солито де Виндт был дебютантом Олимпийских игр. Первый раунд по бегу на 100 метров, в котором участвовал де Виндт, прошёл 21 августа. Представитель Арубы участвовал в четвертом забеге с восемью другими спортсменами (один из них, грек Христофорос Холдис. снялся до старта соревнований). В своём забеге де Виндт стал шестым, пробежав дистанцию за 11.02 секунды. Пятым в его забеге финишировал парагваец Диего Феррейра, установивший национальный рекорд (10.50 секунд), а седьмым — Чамлеунесук Ао Оудомпхонх (11.30 секунд). Лидерами забега с участием де Виндта стали американец Шон Кроуфорд (10.02 секунды), вышедший в финал соревнований, и представитель Барбадоса Обаделе Томпсон (10.08 секунд). В итоге де Виндт не смог пройти в следующий раунд.
Примечание: Места для участников соревнований по беговым дисциплинам даны по результатам забега.
| Спортсмен     | Дисциплина      | Квалификация | Квалификация | Четвертьфинал | Четвертьфинал | Полуфинал | Полуфинал | Финал     | Финал     |
| Спортсмен     | Дисциплина      | Результат    | Место        | Результат     | Место         | Результат | Место     | Результат | Место     |
| ------------- | --------------- | ------------ | ------------ | ------------- | ------------- | --------- | --------- | --------- | --------- |
| Пьер де Виндт | 100 м (мужчины) | 11.02        | 6            | не прошёл     | не прошёл     | не прошёл | не прошёл | не прошёл | не прошёл |

## Плавание

Афинский олимпийский центр водных видов спорта, где Бисслик и Вролийк участвовали в своих соревнованиях

Пловец Дэви Бисслик представлял Арубу в соревнованиях по плаванию на 100 метров баттерфляем среди мужчин и был единственным участником мужского пола, представлявшем Арубу в плавании на Играх 2004 года. Уроженец Арубы Бисслик участвовал в спортивных программах Колледжа Нью-Джерси, и на Играх 2000 года в Сиднее он представлял Арубу в соревнованиях по плаванию на 50 метров вольным стилем, где стал 62-м в квалификации и не смог пройти дальше. На Играх в Афинах Бисслику было уже 22 года, и он участвовал в абсолютно другой дисциплине. Во втором квалификационном заплыве, прошедшем 19 августа, Бисслик плыл с семью другими спортсменами. Он проплыл дистанцию за 57.85 секунд, став последним в своем заплыве, отстав от занявшего седьмое место представителя Гуама Дэниела О'Киффе на 0.46 секунд и от занявшего шестую строчку индонезийца Энди Вибово на 0.99 секунд. Заплыв выиграл чех Михал Рубачек (54.87 секунд). вторым был узбек Олег Ляшко (55.90 секунд). Среди 59 участников квалификационного раунда, Бисслик стал 56-м. Он не прошёл в следующие раунды.
Рошендра Вролийк представляла Арубу в соревнованиях по плаванию на 50 метров вольным стилем среди женщин. Уроженке Арубы Вролийк было лишь 15 лет, когда она участвовала в заплывах на дистанцию 50 метров вольным стилем на летних Олимпийских играх 2000 года в Сиднее, где она заняла 62-е место. На Играх в Афинах ей было уже 19. 20 августа Вролийк приняла участие в четвёртом квалификационном заплыве с семью другими спортсменками. Она проплыла дистанцию за 28.43 секунды, став третьей в своём заплыве и расположившись между молдаванкой Марией Трегубовой (28.40 секунд) и замбийкой Джеки Уэллман (28.56 секунд). Среди 73 спортсменок Вролийк стала 49-й. Она не смогла квалифицироваться в следующий раунд.
| Спортсмен        | Дисциплина                    | Квалификация | Квалификация | Полуфинал | Полуфинал | Финал     | Финал     |
| Спортсмен        | Дисциплина                    | Время        | Место        | Время     | Место     | Время     | Место     |
| ---------------- | ----------------------------- | ------------ | ------------ | --------- | --------- | --------- | --------- |
| Дэви Бисслик     | 100 м баттерфляем (мужчины)   | 57.85        | 56           | Не прошел | Не прошел | Не прошел | Не прошел |
| Рошендра Вролийк | 50 м вольным стилем (женщины) | 28.43        | 49           | Не прошла | Не прошла | Не прошла | Не прошла |

## Тяжёлая атлетика
Иснардо "Джуниор" Фаро был единственным тяжелоатлетом, представлявшим Арубу на летних Олимпийских играх 2004 года. Родившись на Арубе в июле 1978 года, Фаро было 18 лет, когда он участвовал на Олимпиаде 1996 года в Атланте, где он занял 21-е место в весе до 76 килограмм. Пропустив Игры-2000 в Сиднее, он вернулся на Олимпийские игры в 2004 году и участвовал в соревнованиях в весе до 94 килограмм. Во время соревнований, прошедших 23 августа, Фаро конкурировал с другими 24 тяжелоатлетами. На стадии рывков в первой попытке Фаро успешно вырвал 132.5 килограмма, во второй — 137 килограмм и в последней — 140 килограмм. На следующей стадии толчков спортсмен в первой попытке не смог вытолкнуть 167.5 килограмм. В следующей попытке ему удалось поднять этот же вес. В заключительной попытке Фаро не смог поднять 175 килограмм. Таким образом, его результаты были 140 в рывке и 167.5 в толчке, итоговый результат для спортсмена из Арубы — 307.5. Только 19 спортсменам из 25 удалось дойти до конца соревнований, и среди них Фаро стал последним, 19-м. Он финишировал позади занявшего 18-е место узбека Фурката Саидова (320 очков) и завоевавшего 17-е место аргентинца Дарио Лекмана (340 очков). Победителем соревнований стал болгарин Милен Добрев (407.5 очков).
| Спортсмен    | Дисциплина         | Рывок     | Рывок | Толчок    | Толчок | Итог  | Место |
| Спортсмен    | Дисциплина         | Результат | Место | Результат | Место  | Итог  | Место |
| ------------ | ------------------ | --------- | ----- | --------- | ------ | ----- | ----- |
| Иснардо Фаро | до 94 кг (мужчины) | 140       | 22    | 167.5     | 19     | 307.5 | 19    |